# Eldridge Cleaver

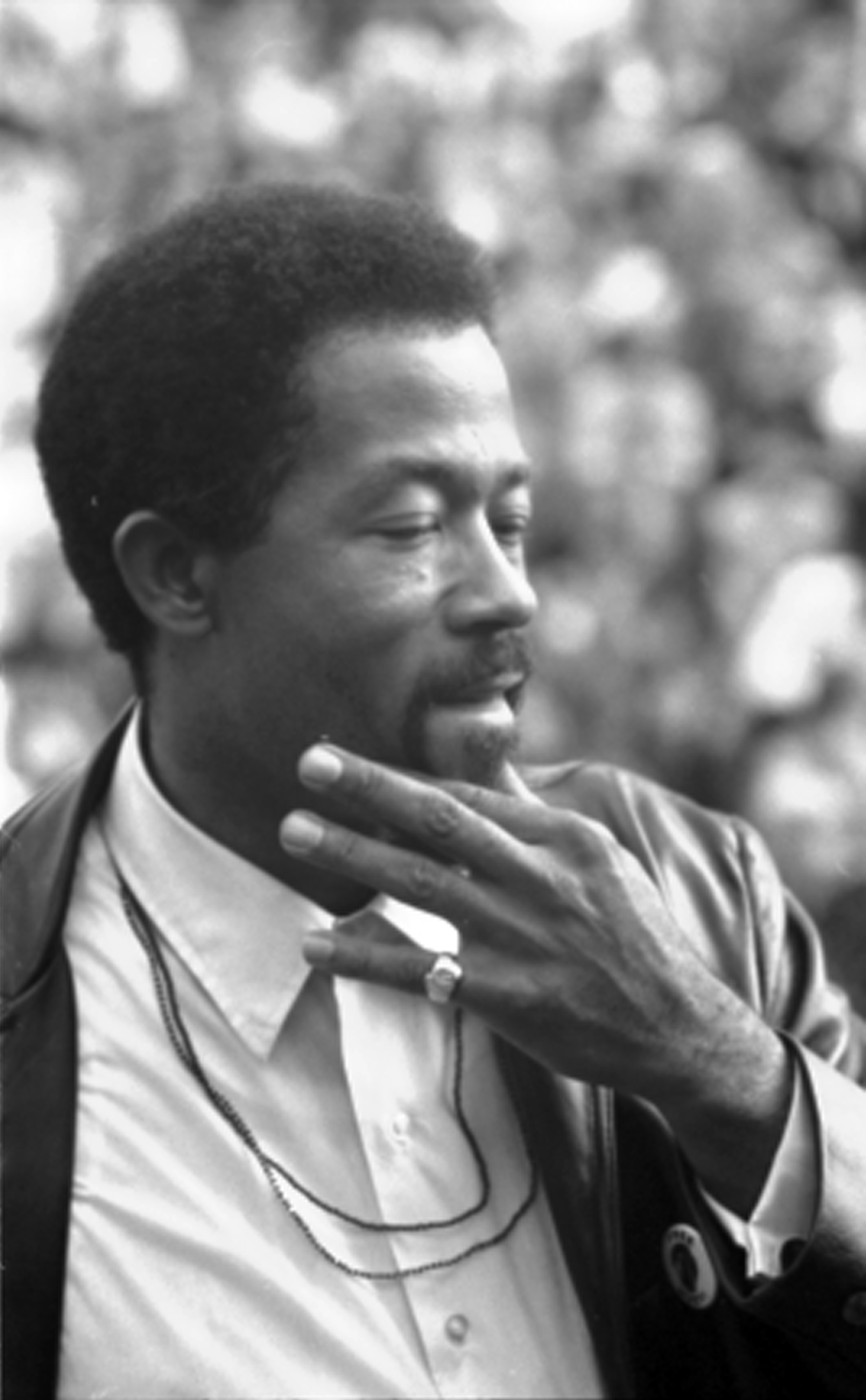
Cleaver in 1968

Leroy Eldridge Cleaver (Little Rock, 1935 - 1 mei 1998) was een Amerikaans, zwarte burgerrechtenactivist en schrijver.

## Biografie
Cleaver verhuisde op jonge leeftijd met zijn familie naar Los Angeles waar hij opgroeide in de achterbuurten. Hij kwam terecht in de criminaliteit en werd in 1957 veroordeeld tot een gevangenisstraf van veertien jaar wegens aanranding van een blanke vrouw en poging tot moord. In de gevangenis werd hij beïnvloed door ideologen Malcolm X en Frantz Fanon en begon hij te schrijven voor het tijdschrift Ramparts. In 1966 kwam hij voorwaardelijk vrij en het jaar daarop werd hij lid van de Black Panthers. Hij werd de voornaamste ideoloog van deze beweging en zijn boek Soul on ice (1968) kende veel bijval. Na een gewelddadig treffen met de politie in 1968 dook Cleaver onder om niet naar de gevangenis gestuurd te worden. Hij vertrok naar het buitenland en gaf lezingen in onder andere Cuba, Noord-Korea en Algerije. In 1969 verscheen zijn boek Post-prison writings and speeches, een verzameling van essays en toespraken. In 1978 schreef hij het boek Soul on fire, maar hij brak met de revolutionaire, linkse beweging. Hij experimenteerde met drugs en verschillende religieuze bewegingen.
- Bibsys: 90409512
- Bibliothèque nationale de France: cb12183159x (data)
- CiNii: DA01084232
- Gemeinsame Normdatei: 118521144
- International Standard Name Identifier: 0000 0001 0866 7924
- Library of Congress Control Number: n50040972
- Nationale Bibliotheek van Letland: 000087721
- MusicBrainz: 0b80b9a7-aaca-480d-a83e-a863332df69b
- National Archives and Records Administration: 10581457
- Bibliotheek van het Japanse parlement: 00436151
- Nationale Bibliotheek van Tsjechië: jn19990001416
- Nationale bibliotheek van Australië: 35028932
- Nationale Bibliotheek van Israël: 987007596707405171
- Nationale en Universitaire bibliotheek Zagreb: 000652515
- Nederlandse Thesaurus van Auteursnamen: 068375840
- Réseau des bibliothèques de Suisse occidentale: 02-A003110718
- LIBRIS: 181854
- SNAC: w65t3j0d
- Système universitaire de documentation: 030413184
- Trove: 802221
- Virtual International Authority File: 7434019
- WorldCat: E39PBJqQwVhMtxmfFqr3hMjBfq